# Ceratocuma amoena
Ceratocuma amoena is een zeekommasoort uit de familie van de Ceratocumatidae. De wetenschappelijke naam van de soort is voor het eerst geldig gepubliceerd in 1969 door Jones.